# Carl Walter Schaefer
Carl Walter Schaefer (ur. 6 września 1934 w New Haven, zm. 29 kwietnia 2015) – amerykański entomolog, specjalizujący się w hemipterologii.

## Życiorys
Urodził się w 1934 roku w New Haven w stanie Connecticut. Jego ojcem był Jack Schaefer, a matką Eugenia Hammond. Studiował na Oberlin College w Ohio, gdzie otrzymał tytuł bakałarza w zakresie zoologii. W 1964 roku dokotoryzował się w zakresie entomologii na University of Connecticut w Storrs. Od 1963 roku nauczał w Brooklyn College w Nowym Jorku. W 1966 roku wrócił na University of Connecticut. W 1976 roku został tam profesorem zwyczajnym. Wykładał nauki związane z entomologią na Wydziale Ekologii i Biologii Ewolucyjnej tej uczelni aż do odejścia na emeryturę w 2009 roku.
W 1964 roku poślubił Stephanie Deans, a w 1978 roku rozwiedli się. Miał córkę, Madelyn, oraz przybraną córkę, Ann.

## Praca naukowa
Schaefer jest autorem ponad 240 artykułów naukowych, dziesiątek rozdziałów książkowych oraz kilku krótkich doniesień. Redagował lub współredagował siedem książek. Specjalizował się w taksonomii, biologii i ekologii pluskwiaków różnoskrzydłych. Zajmował się także aspektem stosowanym heteropterologii – wspólnie z Antôniem R. Panizzim zredagował kluczową w tej dziedzinie, ponad 800-stronnicową monografię Hetroptera of Economic Importance (wydana w 2000 roku).
Był aktywnym członkiem Entomological Society of America (ESA). W 1996 roku wyróżniony został członkostwem honorowym ESA, a w 2014 roku członkostwem honorowym International Heteropterists’ Society. Był bardzo aktywnym członkiem American Association of University Professors, dwukrotnie wybieranym na prezydenta jego oddziału w University of Connecticut. Brał udział w organizowaniu licznych kongresów entomologicznych, zwłaszcza w Brazylii.
Od 1973 do 1999 roku był redaktorem naczelnym Annals of the Entomological Society of America. W 1973 roku zaczął wydawać The Heteropterists’ Newsletter, który redagował do 1997 roku. W późniejszym czasie był redaktorem Zootaxa. Pracował także w redakcji Annals of the Entomological Society of Brazil (ob. Neotropical Entomology).